# Daniel Carvajal
Dani Carvajal (teljes nevén Daniel Carvajal Ramos) (Leganés, 1992. január 11. –) spanyol válogatott labdarúgó, aki jelenleg a Real Madridban játszik jobbhátvédként. Miután eltöltött egy évet a Bayer 04-ben, a Real élt opciós jogával és visszavásárolta, azóta alapemberré nőtte ki magát.

## Pályafutása

### Real Madrid B
Carvajal Leganésben született, Madrid külvárosában. 10 évesen csatlakozott a Real Madrid utánpótlás rendszerébe, végéig mászva a ranglétrán egészen 2010-ig.
Első szezonjában Carvajal bekerült a kezdő tizenegybe a tartalék csapatban. (38 mérkőzésen 2 gólt szerzett) a B csapat 5 év szünet után visszatért a spanyol másodosztályba

### Bayer Leverkusen
2012. július 11-én Mourinho nem szavazott neki bizalmat és egyetlen egyszer sem játszott a Real Madrid első csapatában, Carvajal  ötéves  szerződést írt alá a német Bayer 04 Leverkusen csapatával, 5 millió €-os összegért.
2012. szeptember elején debütált a Bundesligában hazai 2–0-s győztes mérkőzésen a SC Freiburg csapata ellen. Az első gólját, mivel az új klubja megszerezte a vezetést november 25-én a Hoffenheim 2–1-s győztes mérkőzésen.
Carvajalt választották meg a legjobb jobbhátvédnek, mögötte végzett a FC Bayern München védője Philipp Lahm és a FC Schalke 04 védője Ucsida Acuto.

### Real Madrid
2013. június 3-án a Real Madrid élt a visszavásárlási jogával és visszavásárolta Carvajalt, a 2013–2014-es szezonban igazolt az első csapathoz, 6,5 millió €-os összegért.
2013. augusztus 18-án debütált a La ligaban 2–1-s győztes mérkőzésen a Real Betis ellen. Egy hónappal később játszotta első mérkőzését a Bajnokok Ligájában a Galatasaray SK otthonában 6–1-re győztes mérkőzésen.
Első szezonjában, 45 mérkőzésen: gólt szerzett a Rayo Vallecano, és az CA Osasuna ellen. A 2014-es UEFA-bajnokok ligája-döntőn 120 percet volt pályán a 4–1-re megnyert mérkőzésen a Atlético Madrid ellen.
A 2014-es szuperkupán kezdett a Real Madridban a Sevilla ellen, és ez évben a FIFA-klubvilágbajnokság fináléjában az argentin San Lorenzo de Almagro ellen marokkóban. A 2014–2015-ös bl-ben, 2015. május 5-én Carlos Tévez tizenegyesével a Juventus 2–1-re győzött.
2015. július 8-án 2020-ig meghosszabbította a szerződését a Real Madriddal.
2016. augusztus 9-én, Carvajal kezdett a szuperkupán újra a Sevilla ellen Trondheimban. 119. percben gólt lőtt 3–2-s győzött a Real Madrid.
2017. szeptember 17-én 2022-ig meghosszabbította a szerződését a Real Madriddal.
2021. július 29-én 2025-ig meghosszabbította a szerződését.

## Válogatott

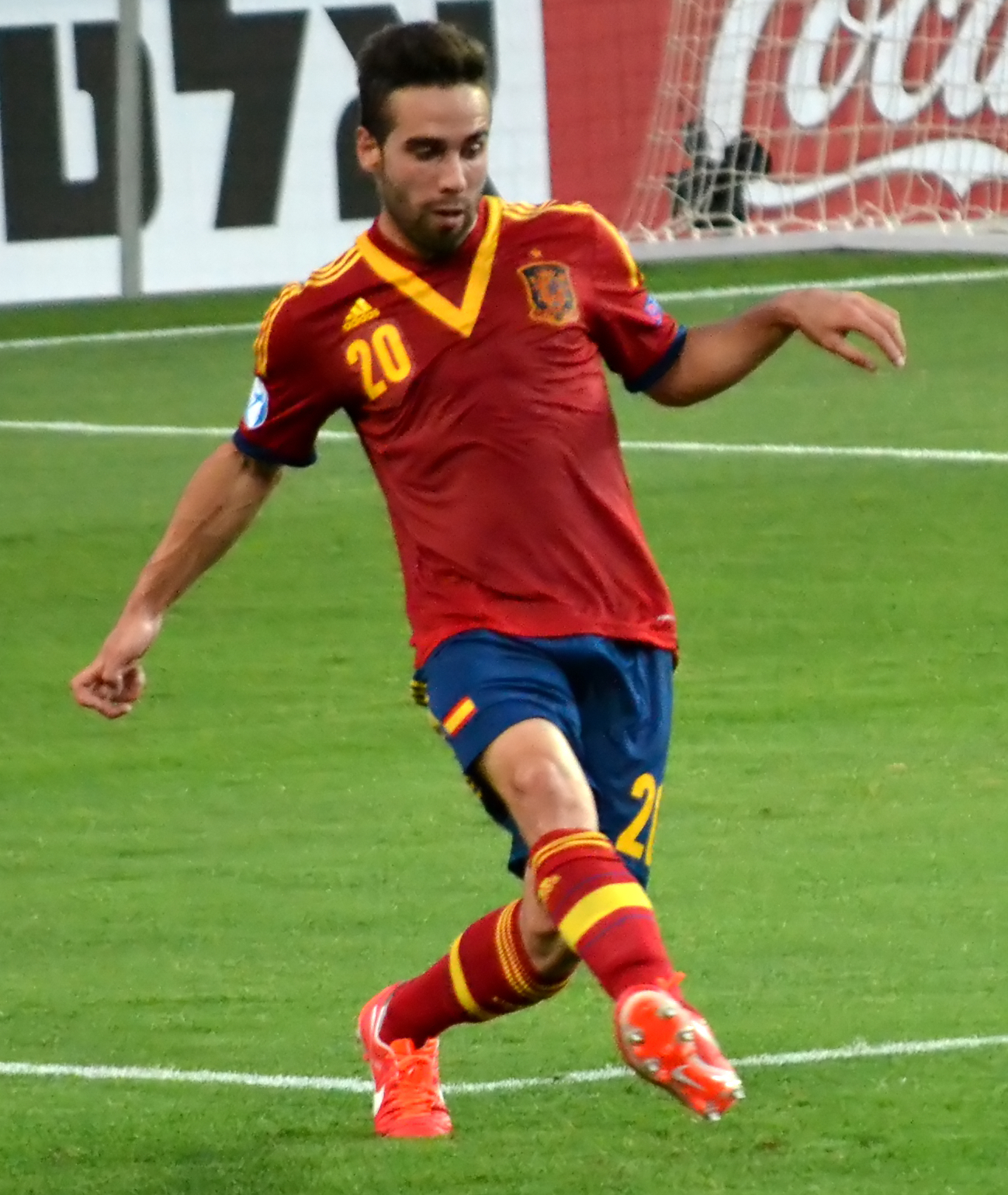
Carvajal játék közben a Spanyolország U21-ben 2013-ban

2011-ben U19-es és 2013-ban U21-es Európa-bajnok lett a spanyol utánpótlás válogatottakkal.
2014. augusztus 29-én debütált a felnőtt válogatottban.

## Karrier statisztika
Legutóbb frissítve: 2025. január 19.-én lett.
| Klub                 | Szezon               | League          | League | Kupa            | Kupa  | Európa          | Európa | Egyéb1          | Egyéb1 | Összesen        | Összesen |
| Klub                 | Szezon               | Pályára lépések | Gólok  | Pályára lépések | Gólok | Pályára lépések | Gólok  | Pályára lépések | Gólok  | Pályára lépések | Gólok    |
| -------------------- | -------------------- | --------------- | ------ | --------------- | ----- | --------------- | ------ | --------------- | ------ | --------------- | -------- |
| Real Madrid B        | 2010–11              | 30              | 1      | –               | –     | –               | –      | 0               | 0      | 30              | 1        |
| Real Madrid B        | 2011–12              | 38              | 2      | –               | –     | –               | –      | 0               | 0      | 38              | 2        |
| Összesen             | Összesen             | 68              | 3      | –               | –     | –               | –      | 0               | 0      | 68              | 3        |
| Bayer Leverkusen     | 2012–13              | 32              | 1      | 2               | 0     | 2               | 0      | 0               | 0      | 36              | 1        |
| Real Madrid          | 2013–14              | 31              | 2      | 4               | 0     | 10              | 0      | 0               | 0      | 45              | 2        |
| Real Madrid          | 2014–15              | 30              | 0      | 3               | 0     | 5               | 0      | 5               | 0      | 43              | 0        |
| Real Madrid          | 2015–16              | 22              | 0      | 0               | 0     | 8               | 1      | —               | —      | 30              | 1        |
| Real Madrid          | 2016–17              | 23              | 0      | 4               | 0     | 11              | 0      | 3               | 1      | 41              | 1        |
| Real Madrid          | 2017–18              | 25              | 0      | 4               | 0     | 8               | 0      | 4               | 0      | 41              | 0        |
| Real Madrid          | 2018–19              | 24              | 1      | 4               | 0     | 6               | 0      | 3               | 0      | 37              | 1        |
| Real Madrid          | 2019–20              | 31              | 1      | 2               | 0     | 7               | 0      | 2               | 0      | 42              | 1        |
| Real Madrid          | 2020–21              | 13              | 0      | 0               | 0     | 2               | 0      | 0               | 0      | 15              | 0        |
| Real Madrid          | 2021–22              | 24              | 1      | 0               | 0     | 11              | 0      | 1               | 0      | 36              | 1        |
| Real Madrid          | 2022–23              | 27              | 0      | 3               | 0     | 11              | 0      | 4               | 0      | 45              | 0        |
| Real Madrid          | 2023–24              | 28              | 4      | 1               | 0     | 10              | 1      | 2               | 1      | 41              | 6        |
| Real Madrid összesen | Real Madrid összesen | 278             | 9      | 25              | 0     | 89              | 2      | 24              | 2      | 416             | 13       |
| Teljes karrier       | Teljes karrier       | 378             | 13     | 27              | 0     | 91              | 2      | 24              | 2      | 520             | 17       |

1 tartalmazza Spanyol labdarúgó-szuperkupa, UEFA-szuperkupa és FIFA-klubvilágbajnokság.

### A válogatottban
Legutóbb frissítve: 2024. szeptember 8.-án lett.
| Spanyolország | Spanyolország | Spanyolország |
| Év            | Mérk.         | Gól.          |
| ------------- | ------------- | ------------- |
| 2014          | 2             | 0             |
| 2015          | 3             | 0             |
| 2016          | 4             | 0             |
| 2017          | 4             | 0             |
| 2018          | 7             | 0             |
| 2019          | 4             | 0             |
| 2020          | 1             | 0             |
| 2021          | 1             | 0             |
| 2022          | 7             | 0             |
| 2023          | 9             | 0             |
| 2024          | 9             | 1             |
| Összesen      | 51            | 1             |

### Góljai a válogatottban
2024. szeptember 8.-án lett utoljára frissítve.
| #  | Dátum            | Helyszín                              | Pályára lépés | Ellenfél     | Gól | Végeredmény | Verseny                            |
| -- | ---------------- | ------------------------------------- | ------------- | ------------ | --- | ----------- | ---------------------------------- |
| 1. | 2024. június 15. | Olimpiai Stadion, Berlin, Németország | 45            | Horvátország | 3–0 | 3–0         | 2024-es labdarúgó-Európa-bajnokság |

## Sikerei, díjai

### Klub
- Real Madrid Castilla:[24]
  - Segunda División B: 2011–12
- Real Madrid:[24]
  - Spanyol bajnok (3): 2016–17, 2019–20, 2021–22
  - Spanyol labdarúgókupa (1): 2013–14
  - Spanyol labdarúgó-szuperkupa (2): 2017, 2021–22
  - Bajnokok ligája (6): 2013–14, 2015–16, 2016–17, 2017–18 , 2021–22, 2023–24
  - UEFA-szuperkupa (3): 2014, 2016, 2017
  - FIFA-klubvilágbajnokság (5): 2014, 2016, 2017, 2018, 2022

### Válogatott
- Spanyol U19:[24]
  - U19-es labdarúgó-Európa-bajnokság győztes: 2011
- Spanyol U21:[24]
  - U21-es labdarúgó-Európa-bajnokság győztes: 2013
- Spanyol válogatott:
  - Labdarugó-Európa-bajnokság győztes: 2024
  - UEFA Nemzetek-Ligája győztes: 2022-23

### Egyéni
- UEFA-bajnokok ligája All-Star csapat (2): 2013–2014, 2016–2017, 2023–24[25][26][27]